# نوزومي تاناكا
نوزومي تاناكا (نيهونغو:田中 希実; ولدت في 4 سبتمبر 1999) هي رياضية ألعاب القوى يابانية متخصصة في الجري لمسافات متوسطة والجري لمسافات طويلة. وهي حاملة الرقم القياسي الياباني في سباق 1500 متر و3000 متر للسيدات. مثلت اليابان في بطولة العالم لألعاب القوى 2019 في سباق 5000 متر، وفي ألعاب القوى في الألعاب الأولمبية الصيفية 2020 في طوكيو، حيث تنافس في سباقي 1500 متر و5000 متر.